# Nikolái Kudriávtsev

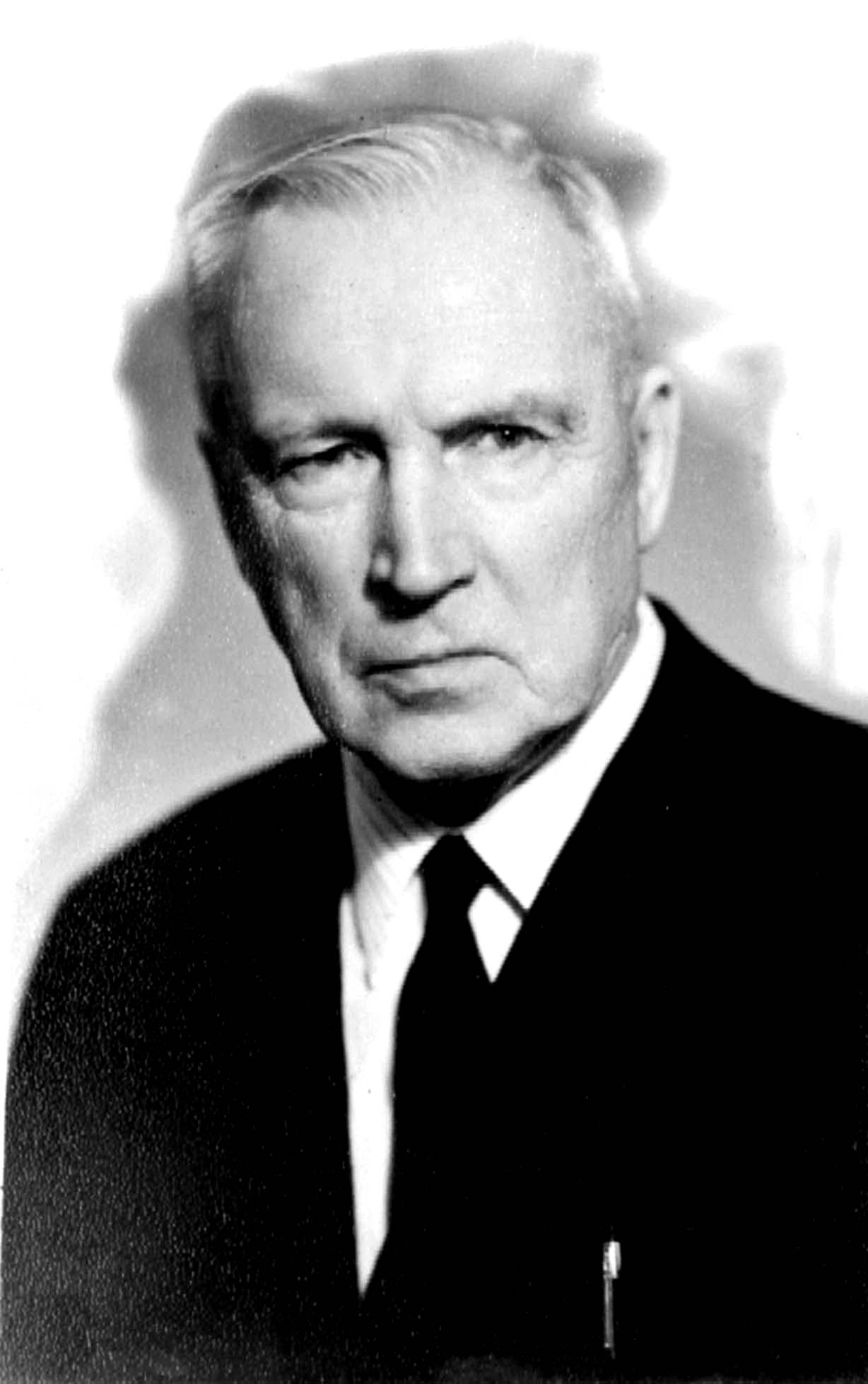
Prof. Nikolai A. Kudryavtsev (1893-1971).

Nikolái Aleksándrovich Kudriávtsev (Opochka, 21 de octubre de 1893 - Leningrado, 12 de diciembre de 1971) fue un geólogo ruso experto en petróleo. Se le considera el padre de la moderna teoría abiogénica del origen del petróleo, que afirma que el petróleo se formó a partir de fuentes no biológicas de hidrocarburos situados en las profundidades de la corteza terrestre y del manto.
Se graduó en el Instituto de Minería de Leningrado en 1922, donde obtuvo el doctorado en Geología y Mineralogía en 1936, y fue profesor en 1941.
Comenzó su carrera en 1920, trabajando para el Comité Geológico de la URSS. Desde 1929 a 1971 trabajó para el Instituto de Investigación Geológica de la URSS (VNIGRI). Durante el régimen de Stalin, sufrió la represión política y hubo de pasar varios años en campos de trabajo forzado (Gulag). Después se le prohibió la residencia en ciudades principales de la URSS.
Su único hijo murió defendiendo la fortaleza de Brest, en el comienzo de la agresión nazi contra la URSS. Kudryavtsev llevó a cabo estudios geológicos que dieron lugar a descubrimientos comerciales de petróleo y gas en el Grozny (Chechenia), Asia central, TimanPechora,y en otras regiones de la Unión Soviética. Exploración de reconocimiento que dirigió la investigación en Georgia, y el programa compilado de los principales pozos de exploración en el Oeste de Siberia en 1947 que allanó el camino a la nueva era de la producción de petróleo y gas en Rusia que se inició con el descubrimiento de primer embalse de gas (gas gusher) cerca de Berezovo en 1953.